# Strange fruit (Trijntje Oosterhuis)
Strange fruit is een album van Trijntje Oosterhuis. Het is onder het jazz label Blue Note uitgegeven. Het is een live opgenomen concert van Trijntje Oosterhuis met het Amsterdam Sinfonietta en de Houdini's op 7 januari 2003 in de Concertzaal te Tilburg en op 8 januari 2003 in de Stadsgehoorzaal te Leiden.
In 2005 won Trijntje met dit album een Edison in de categorie 'Beste zangeres'.

## Lijst van nummers
- Good morning heartache
- Am I blue
- God bless the child
- All of me
- Don't explain
- Billie's blues
- Strange fruit
- What a little moonlight can do
- I loves you Porgy
- They can't take that away from me
- The man I love
- Summertime
- I've got rhythm
- It's a sin to tell a lie